# Monsun zimowy
Uzasadnienie: większość treści dotyczy ogólnie pojęcia monsunu
Zimowy monsun występuje, gdy Słońce nagrzewa wodę, powietrze tam staje się lżejsze i unosi się do góry, a nad lądem staje się cięższe, ponieważ tam jest zimniej. I w ten sposób na lądzie powstaje wyż, a nad wodą niż. Występuje w Azji Południowej oraz w Azji Południowo-Wschodniej.

## Powstawanie
Różnica nagrzewania się lądu i wody następuje w cyklu rocznym, nie należy mylić z bryzą, gdzie nagrzewanie się lądu i wody następuje w cyklu dobowym.
Cyrkulacja monsunowa jest skutkiem różnic w pojemności cieplnej kontynentów i oceanów. W lecie wiatry te wieją zwykle znad oceanu, wywołując silne opady deszczu w głębi lądu. W zimie wiatry zmieniają kierunek i wieją znad lądu w stronę oceanu, co powoduje brak opadów. To zjawisko nie jest „większą skalą” bryzy dziennej i nocnej, ponieważ cyrkulacja powietrza nie zamyka się w tzw. komórkę cyrkulacji powietrza, jak to następuje w przypadku bryzy.
Chociaż termin „monsun” został po raz pierwszy sprecyzowany w odniesieniu do subkontynentu indyjskiego, cyrkulacja monsunowa występuje również w innych regionach świata: w Europie, Afryce, Australii oraz u zachodnich wybrzeży Chile i Stanów Zjednoczonych. W przybliżeniu 65% ludności świata żyje w regionach występowania monsunów. Najbardziej znana jest cyrkulacja monsunowa, która występuje w Indiach i w południowo-wschodniej Azji. Latem powietrze nad kontynentem jest cieplejsze niż powierzchnia wody, dlatego masy powietrza przemieszczają się znad oceanu w stronę lądu. Tu dochodzi do spotkania wilgotnych mas powietrza znad oceanu z powietrzem suchym znad lądu, co wywołuje opady deszczu. Napotykając na przeszkody orograficzne (wyżyny, góry), wilgotne powietrze podnosi się, co wywołuje obfite opady deszczu, w niektórych miejscach nawet ponad 10 000 mm. Podczas zimy cyrkulacja monsunowa zmienia kierunek, a przy powierzchni Ziemi przeważają wiatry wiejące znad lądu w stronę oceanu. Monsun letni trwa w Indiach zwykle od czerwca do września. W tym czasie duże obszary zachodnich i środkowych Indii otrzymują ponad 90% rocznej sumy opadów, podczas gdy południe i północno-zachodnia część kraju otrzymuje 50-75% rocznej sumy opadów. Miesięczne sumy opadów atmosferycznych sięgają przeciętnie 200 – 300 mm, a najwyższe wartości osiągają w połowie monsunu letniego – w lipcu i sierpniu. Deszcze występujące w południowo-wschodniej części Azji także są związane z oddziaływaniem monsunu. Największe sumy opadów odnotowuje się pomiędzy majem a wrześniem. W każdym z tych miesięcy wysokość średnich sum opadów wynosi zwykle 200 mm, a sumy opadów dla trzech miesięcy łącznie osiągają zwykle wysokość 1000 mm.

## Geneza pojęcia
Słowo „monsun” pochodzi od słowa arabskiego mau-sim:, czyli: „sezon, pora roku”. Starożytni kupcy, żeglujący po Oceanie Indyjskim i sąsiadującym z nim Morzu Arabskim, używali tego określenia, aby opisywać system kolejno zmieniających się wiatrów, wiejących podczas zimy z północnego wschodu, a z przeciwnego kierunku – południowego zachodu, podczas lata.